# Thermalbad Wiesenbad
Thermalbad Wiesenbad település Németországban, azon belül Szászország tartományban. Lakosainak száma 3244 fő (2023. december 31.). Thermalbad Wiesenbad Drebach és Ehrenfriedersdorf községekkel határos.

## Népesség
A település népességének változása:
| Lakosok száma | 3303 | 3286 | 3219 | 3202 | 3244 |
|               | 2017 | 2019 | 2021 | 2022 | 2023 |